# Ithaca College School of Music
Het Ithaca College - School of Music werd door de vioolleraar William Grant Egbert op 19 september 1892 in Ithaca (New York) opgericht. Aanvankelijk was de naam Ithaca conservatory of music en de oprichter begon met 8 studenten. In ruim 70 jaren groeide het conservatorium in ruimte en afdelingen voor muziek, dans, pedagogiek, taal correctie, radio en vrije kunsten. In 1931 kreeg het de toekenning als privé college.
In 1960 werd een nieuwe campus gebouwd aan de South Hill in Ithaca. Nu is er plaats voor rond 6.000 studenten. In 2007 studeren rond 3.600 studenten aan dit conservatorium. Bij de faciliteiten van dit conservatorium behoren ook twee radiostations (92 WICB en VIC Radio).
Tegenwoordig is Thomas Rochon president.

## Bekende studenten
- Kate Aldrich
- David Boreanaz
- Gavin DeGraw
- Barbara Gaines
- Robert Iger
- Richard Jadick
- Bob Kur
- Robert Marella
- David Muir
- Karl Ravech
- Chris Regan
- Jessica Savitch
- Rod Serling
- Steven Van Slyke
- Bruce Yurko